# Pemulutan Ilir
Pemulutan Ilir is een bestuurslaag in het regentschap Ogan Ilir van de provincie Zuid-Sumatra, Indonesië. Pemulutan Ilir telt 2220 inwoners (volkstelling 2010).